# Rossoschenzi
Rossoschenzi (ukrainisch Розсошенці; russisch Рассошенцы Rassoschenzy) ist ein Dorf in der ukrainischen Oblast Poltawa mit etwa 9272 Einwohnern.

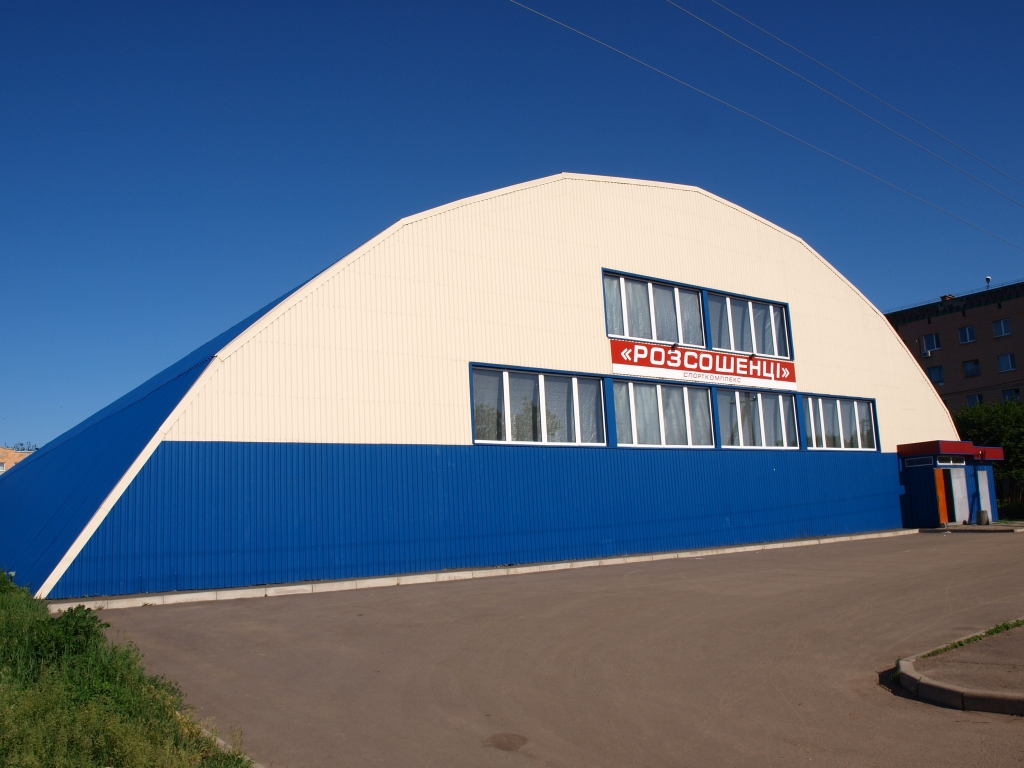
Sportkomplex Rossoschenzi

Rossoschenzi ist ein Vorort der Stadt Poltawa und grenzt an dessen südlichen Stadtrand.
Durch das Dorf verläuft die Fernstraße M 22 / E 584 von Poltawa nach Oleksandrija. Mehrere Buslinien verbinden Rossoschenzi mit Poltawa.
Am 7. Juli 2017 wurde das Dorf ein Teil der neugegründeten Landgemeinde Schtscherbani, bis dahin war es ein Teil der Landratsgemeinde Schtscherbani (Щербанівська сільська рада/Schtscherbaniwska silska rada) im Zentrum des Rajons Poltawa.